# Chichí Suárez
Chichí Suárez es una Colonia del municipio de Mérida en el estado de Yucatán localizado en el sureste de México.

## Toponimia
El nombre (Chichí Suárez) proviene de Chichí que en maya significa abuela y Suárez que hace referencia a Víctor Suárez, uno de los anteriores dueños de la hacienda que ahí se localiza.

## Localización
Chichí Suárez se encuentra localizada a 9 kilómetros del centro de la ciudad de Mérida.

## Hechos históricos
- En el siglo XVI fue fundada por el conquistador Alonso de Rosado.
- En 1626 fue vendida por Catarina de Andrade a Juan de Montejo Maldonado (sobrino de Francisco de Montejo (el Mozo)).
- En 1640 fue adquirida por Antonio de Figueroa y Silva Lasso de la Vega.
- En 1919 fue adquirida por Olegario Molina con el nombre de Santa María Chihí.
- En 1948 pasa a ser propiedad de don Víctor Suárez Molina, quien la llama "Chichí Suárez".
- En 2009 a 2010 se concluye el proyecto de construcción del "Salón de Asambleas de los Testigos de Jehová", con capacidad para 3,500 asistentes.

## La hacienda
Tiene arquitectura de estilo neoclásico. Tiene varias partes aún en ruinas. Sirvió de locación para la película Deseada, filmada en 1951 y protagonizada por Dolores del Río.

## Demografía
Según el censo de 1980 realizado por el INEGI, la población de la localidad era de 700 habitantes, de los cuales 369 eran hombres y 331 eran mujeres. Actualmente la localidad se encuentra conurbada a Mérida.
| 215                         | 248 | 242 | 233 | 273 | 342 | 400 | 575 | 700 |
| (Fuente: INEGI [Consultar]) |     |     |     |     |     |     |     |     |

## Galería

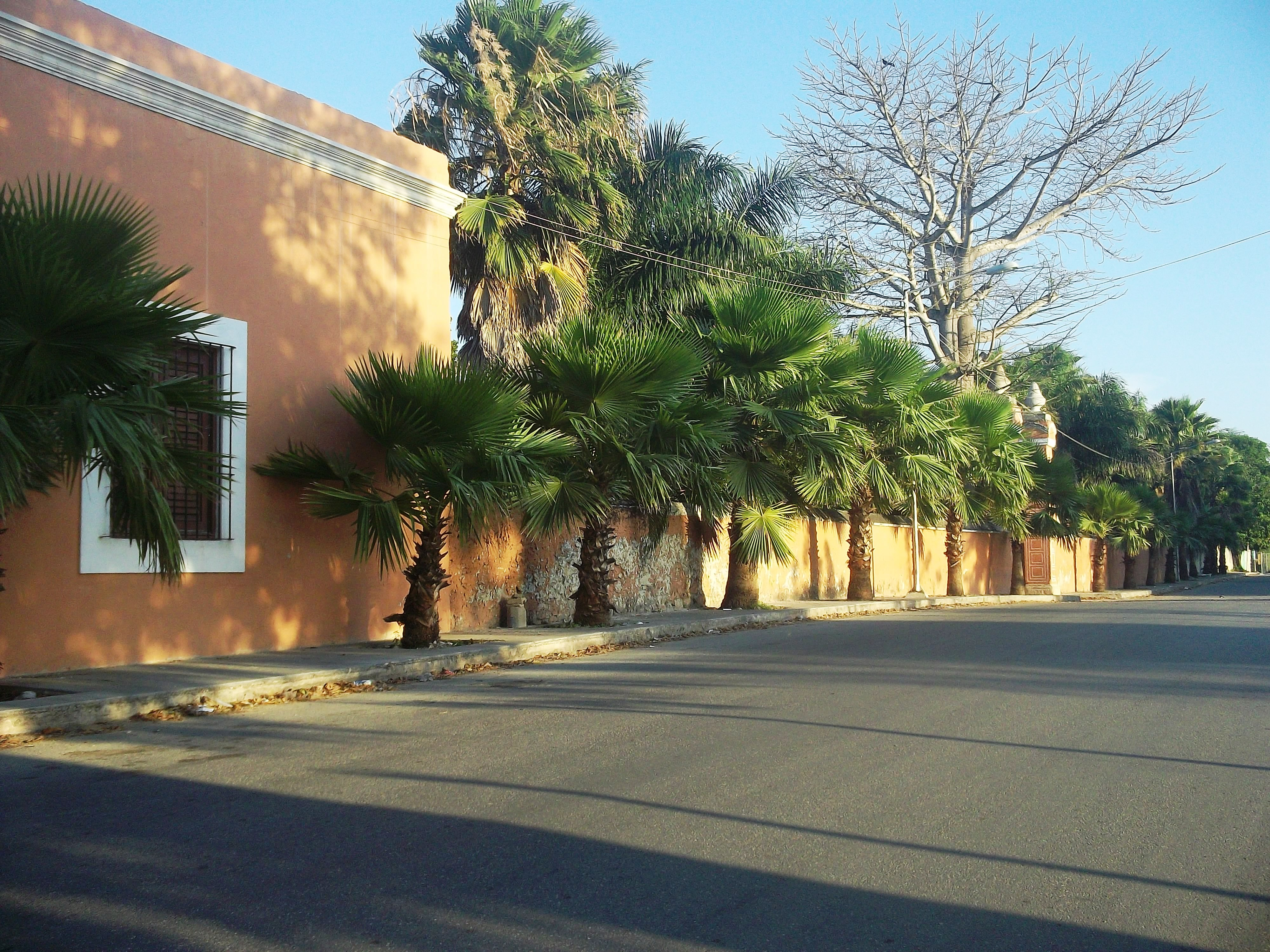
Vista de la hacienda Chichí Suárez.
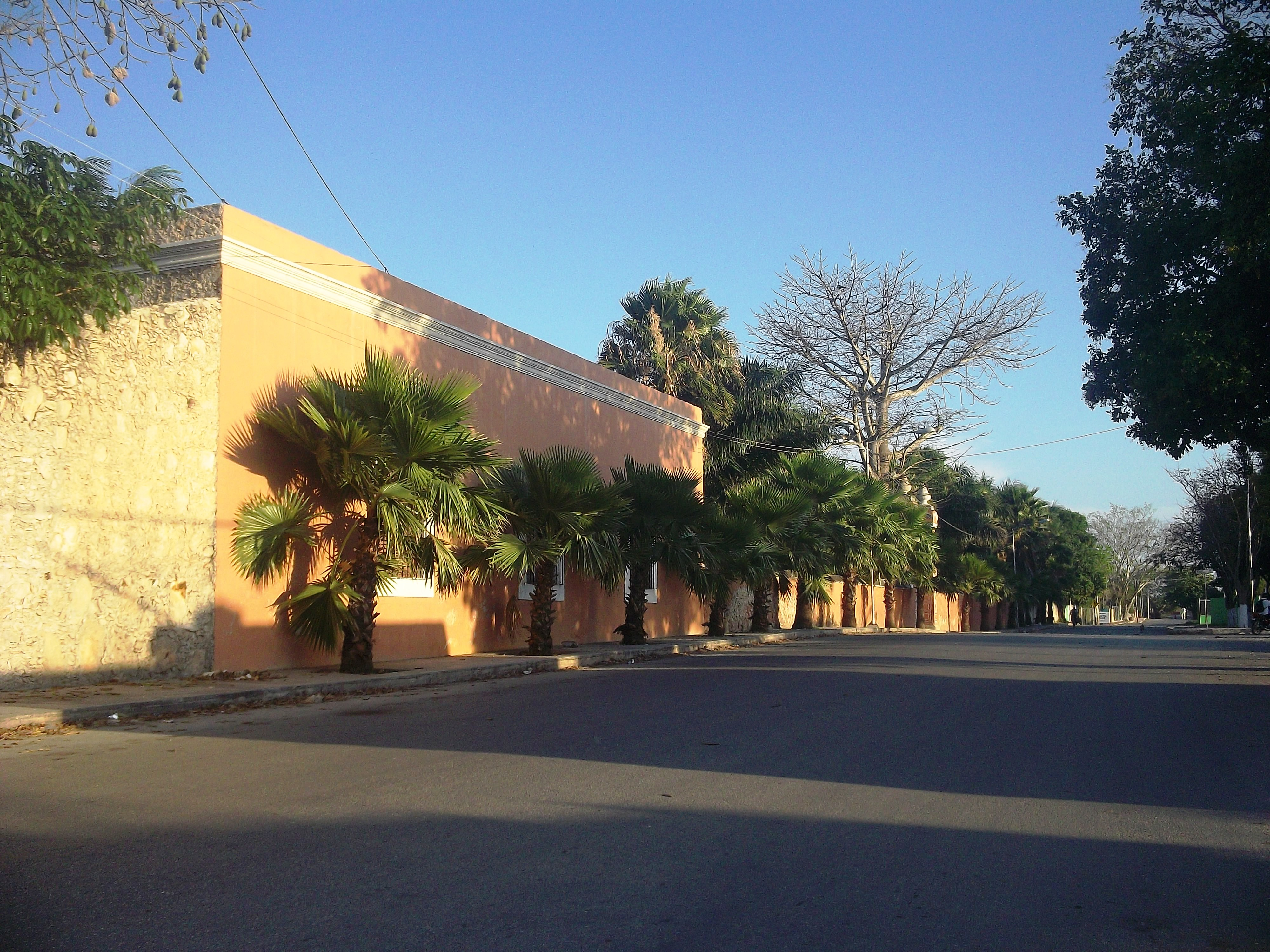
Vista de la hacienda Chichí Suárez.
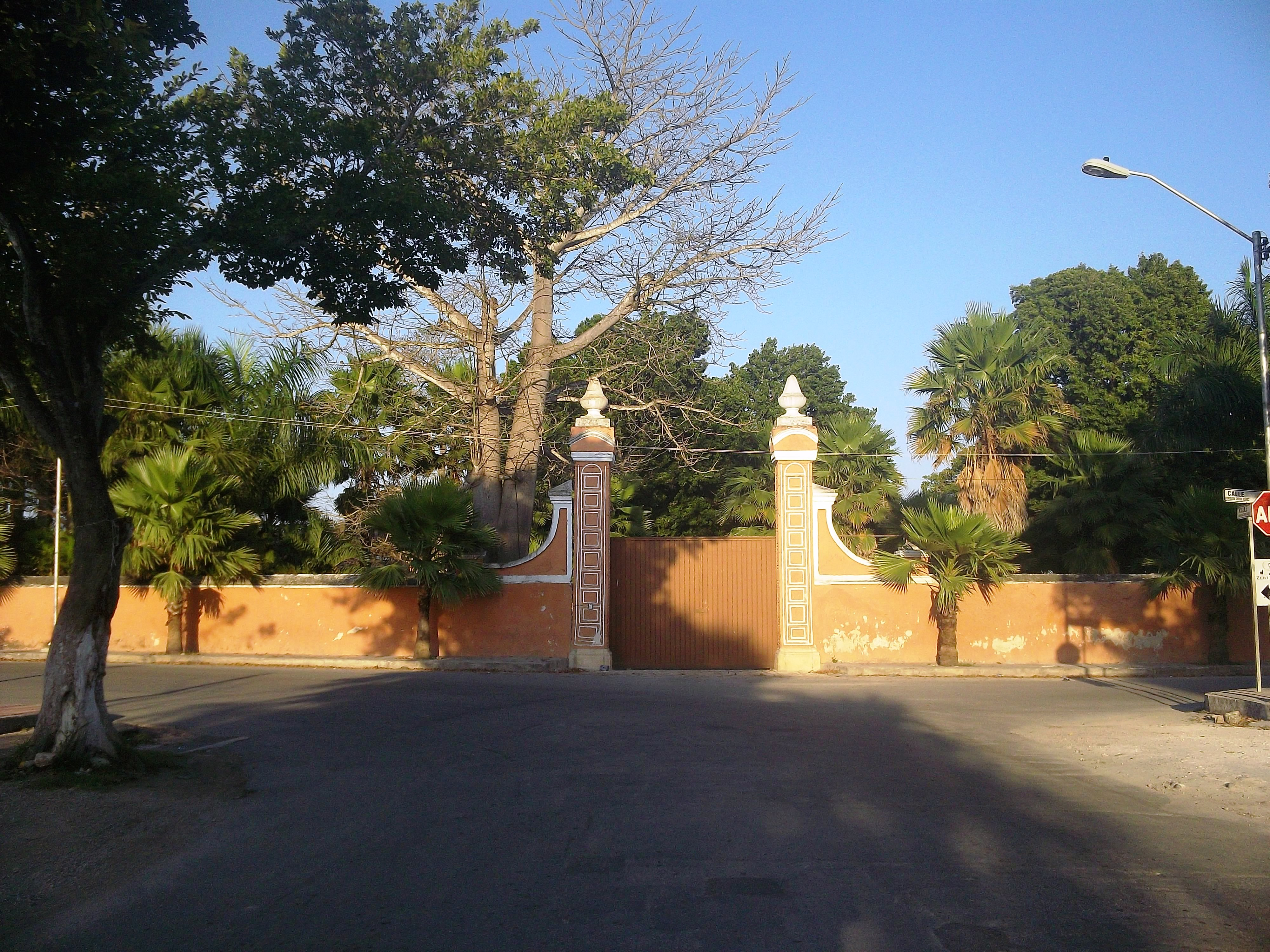
Vista de la hacienda Chichí Suárez.
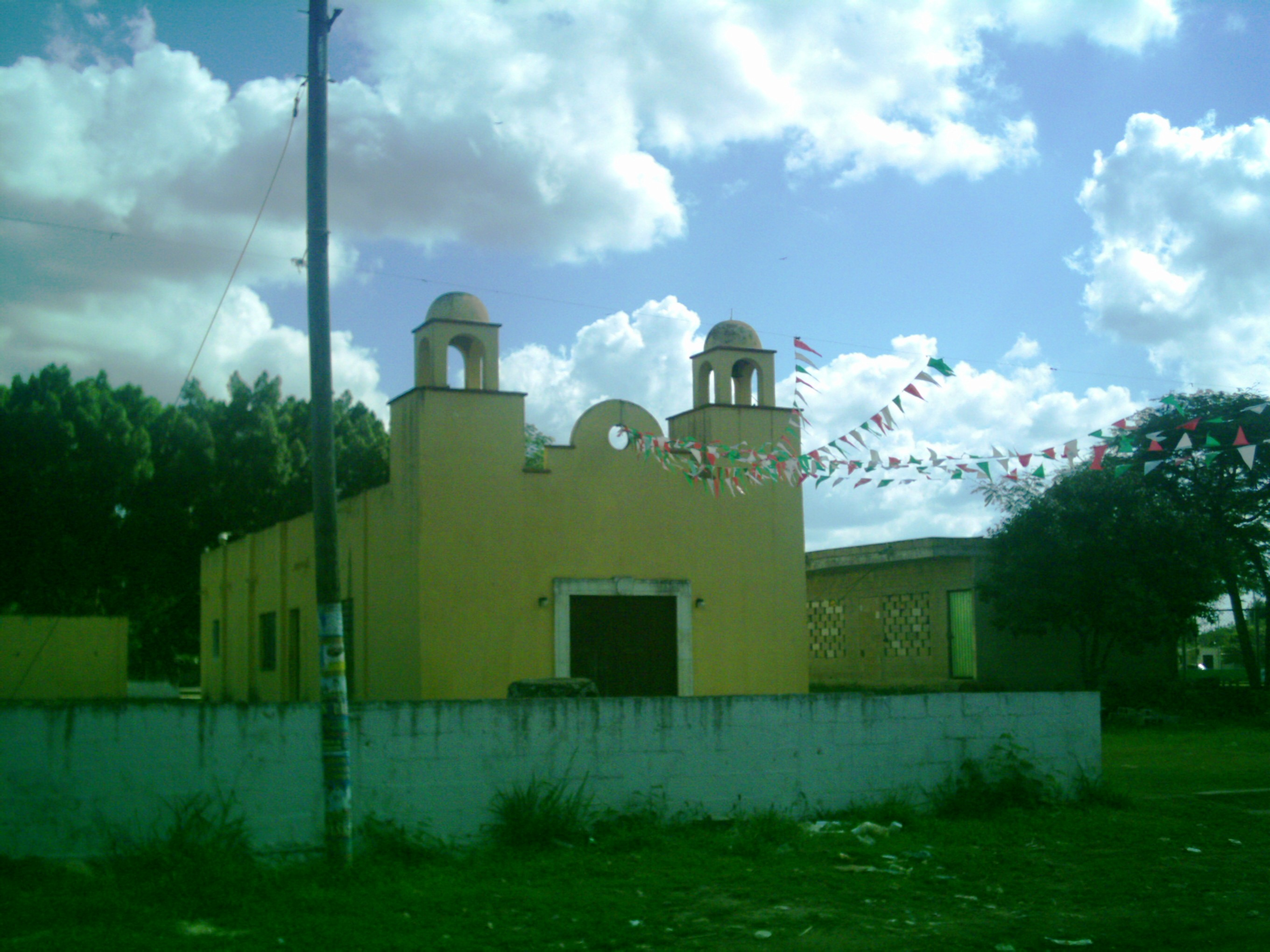
Iglesia principal de Chichí Suárez.
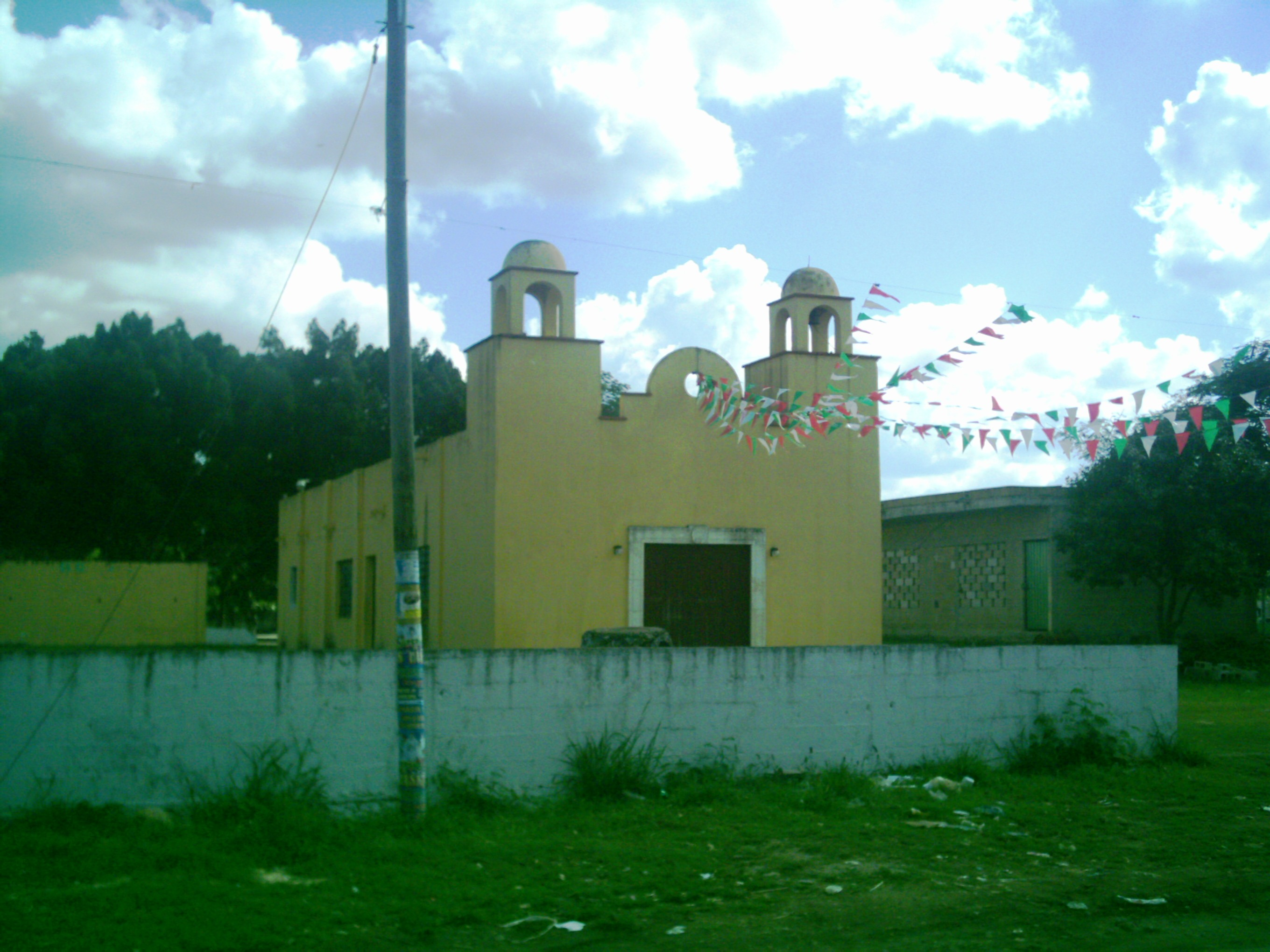
Iglesia principal de Chichí Suárez.
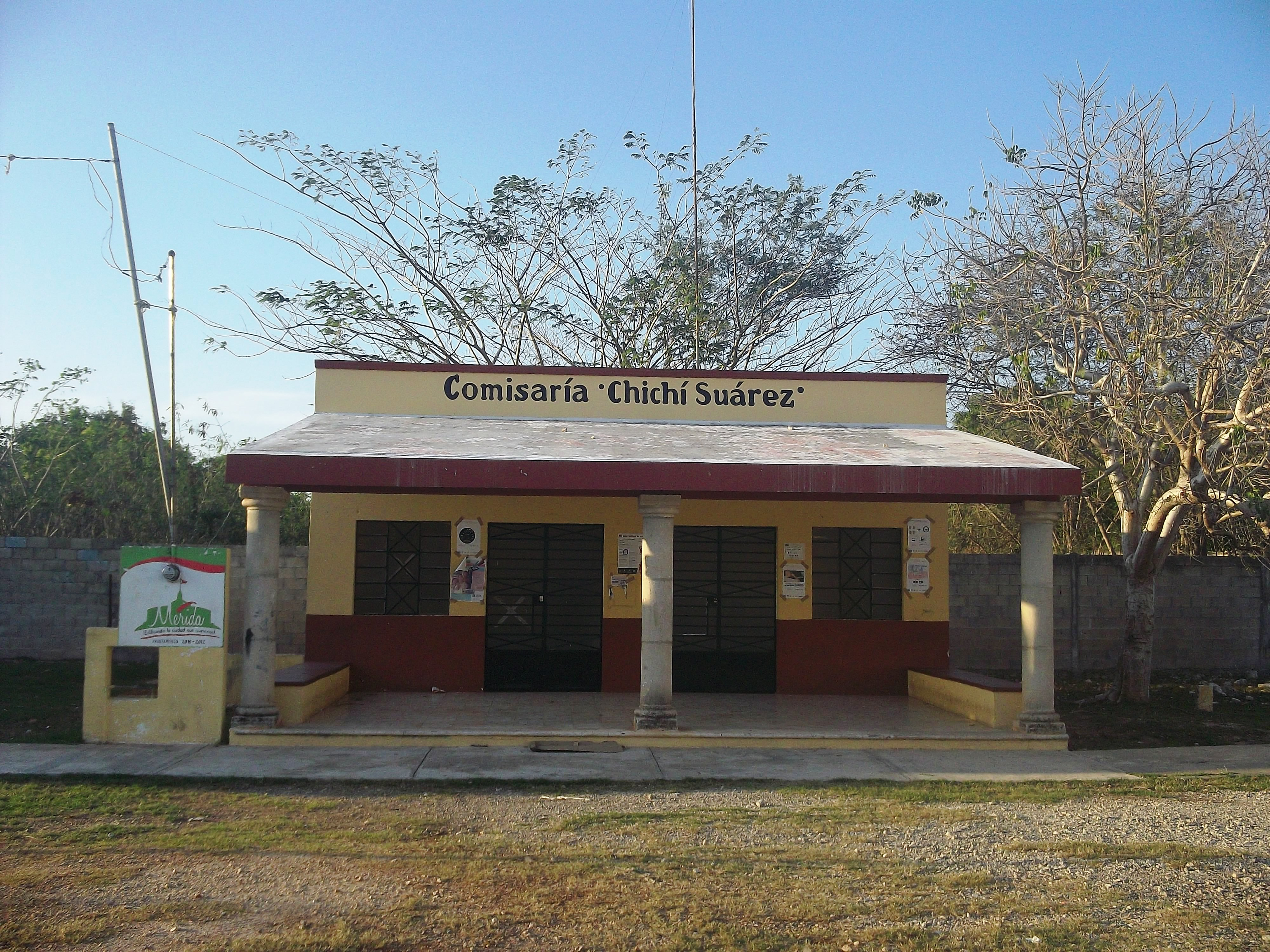
Iglesia principal de Chichí Suárez.
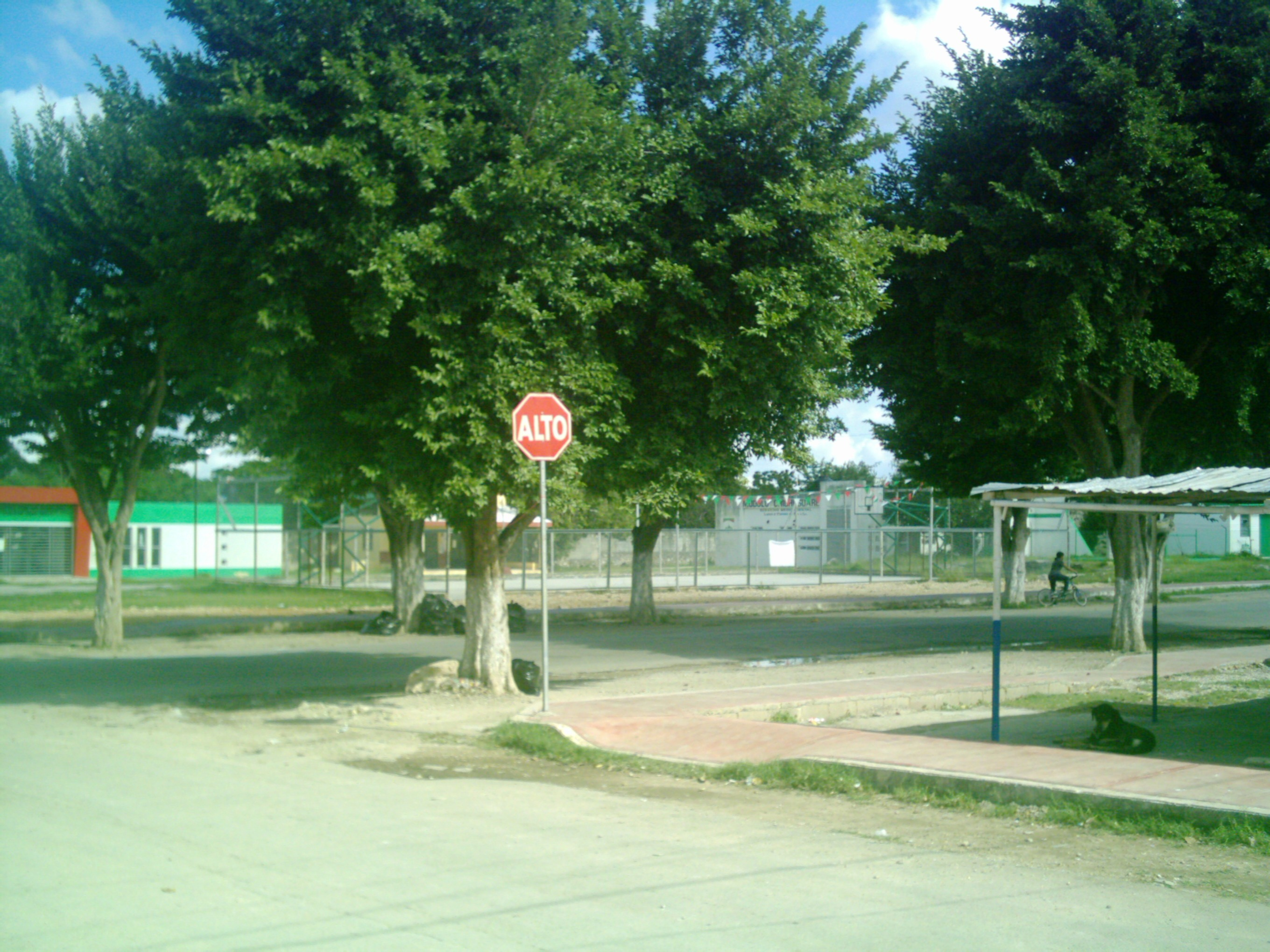
Casa comisarial de Chichí Suárez.
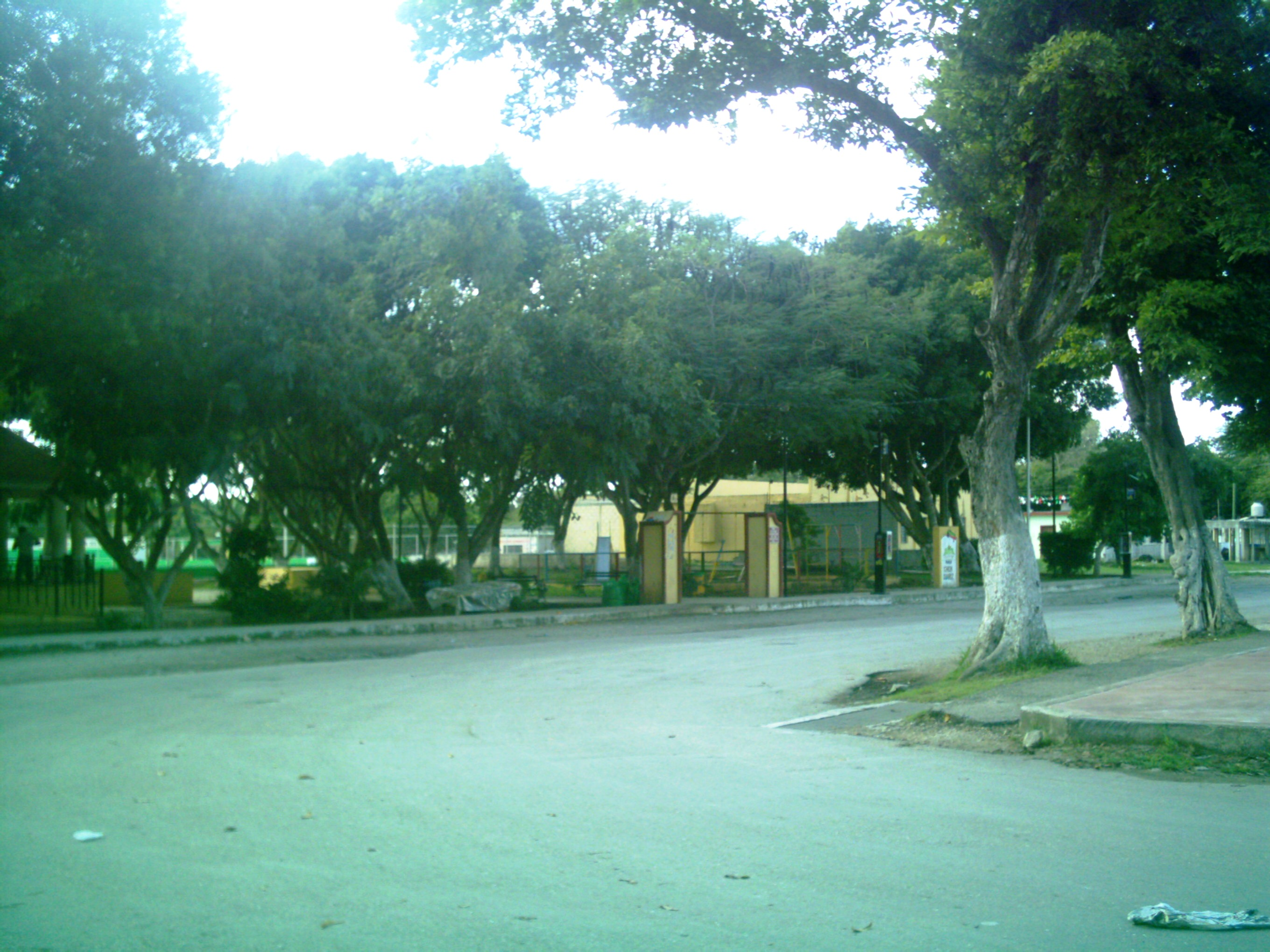
Parque principal de Chichí Suárez.
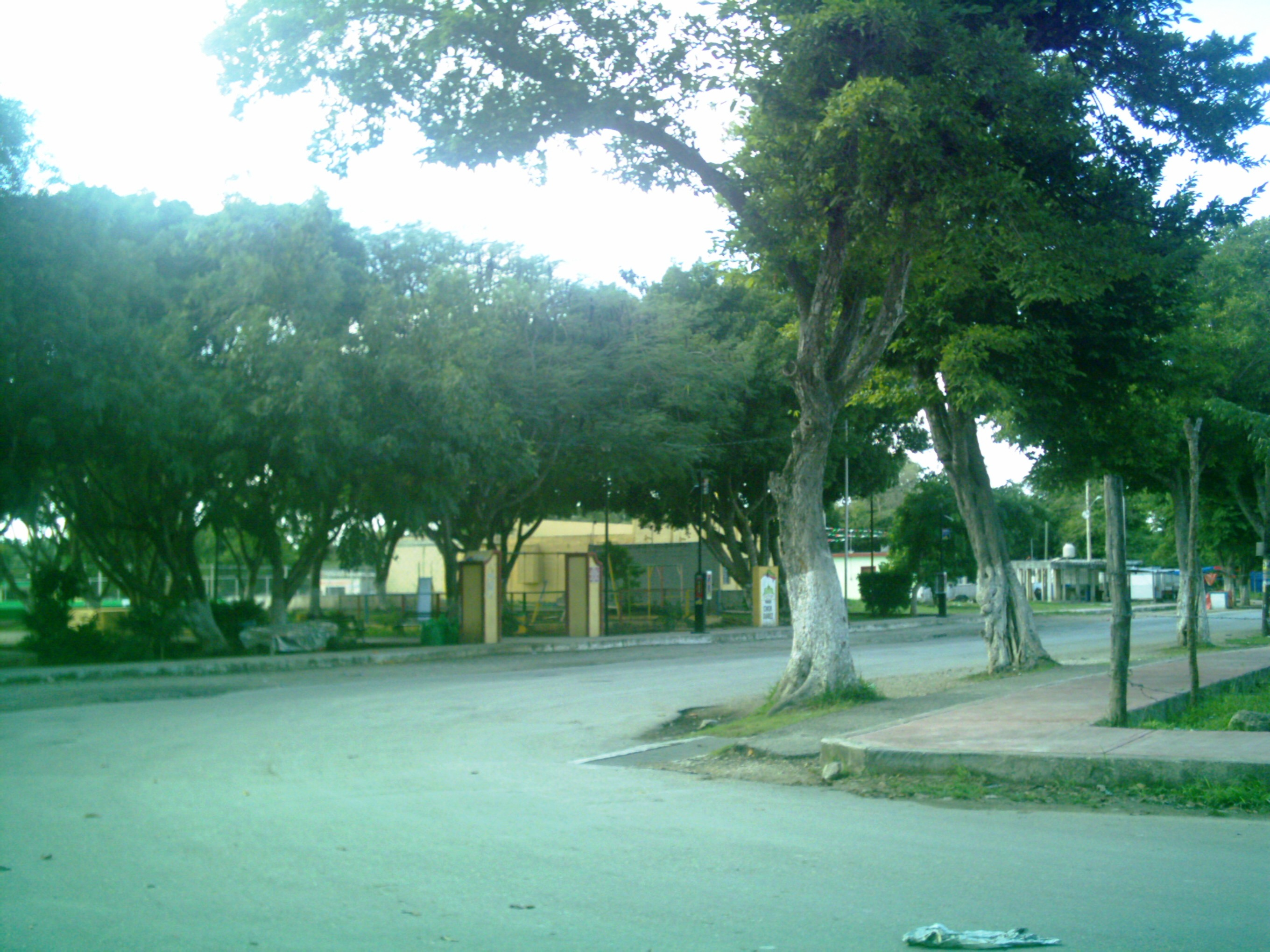
Parque principal de Chichí Suárez.
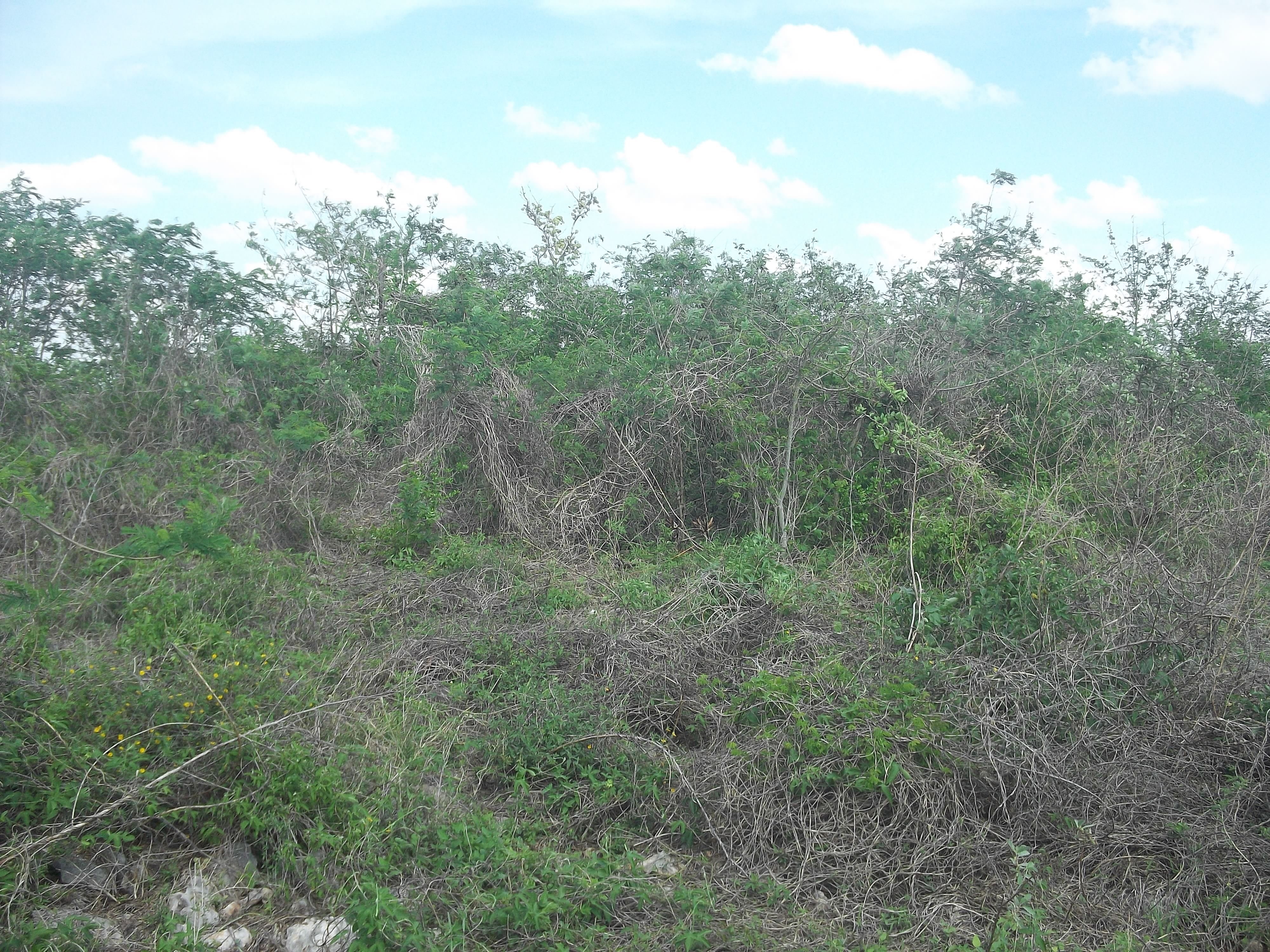
Parque principal de Chichí Suárez.
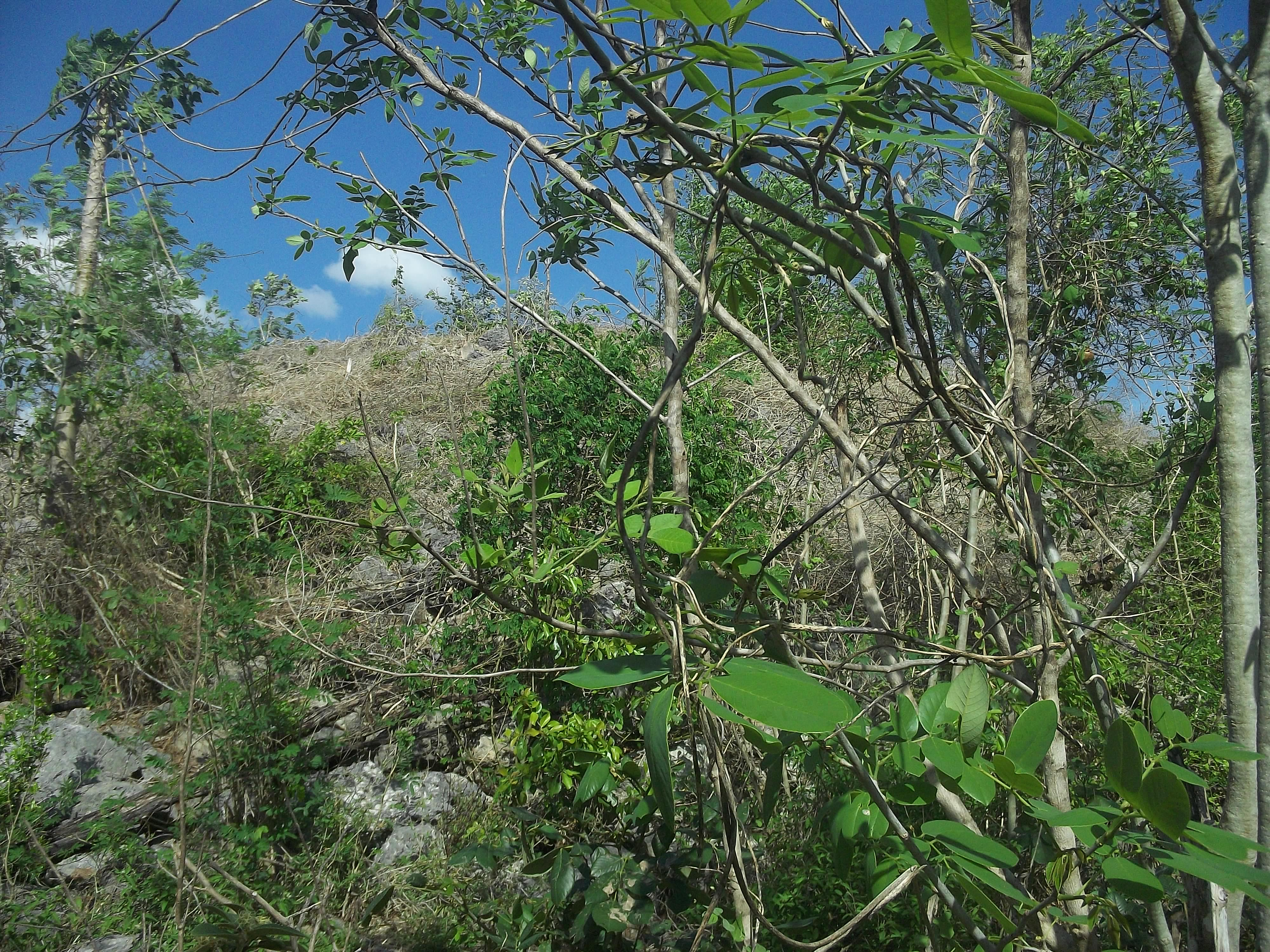
Sitio arqueológico cercano a Chichí Suárez.
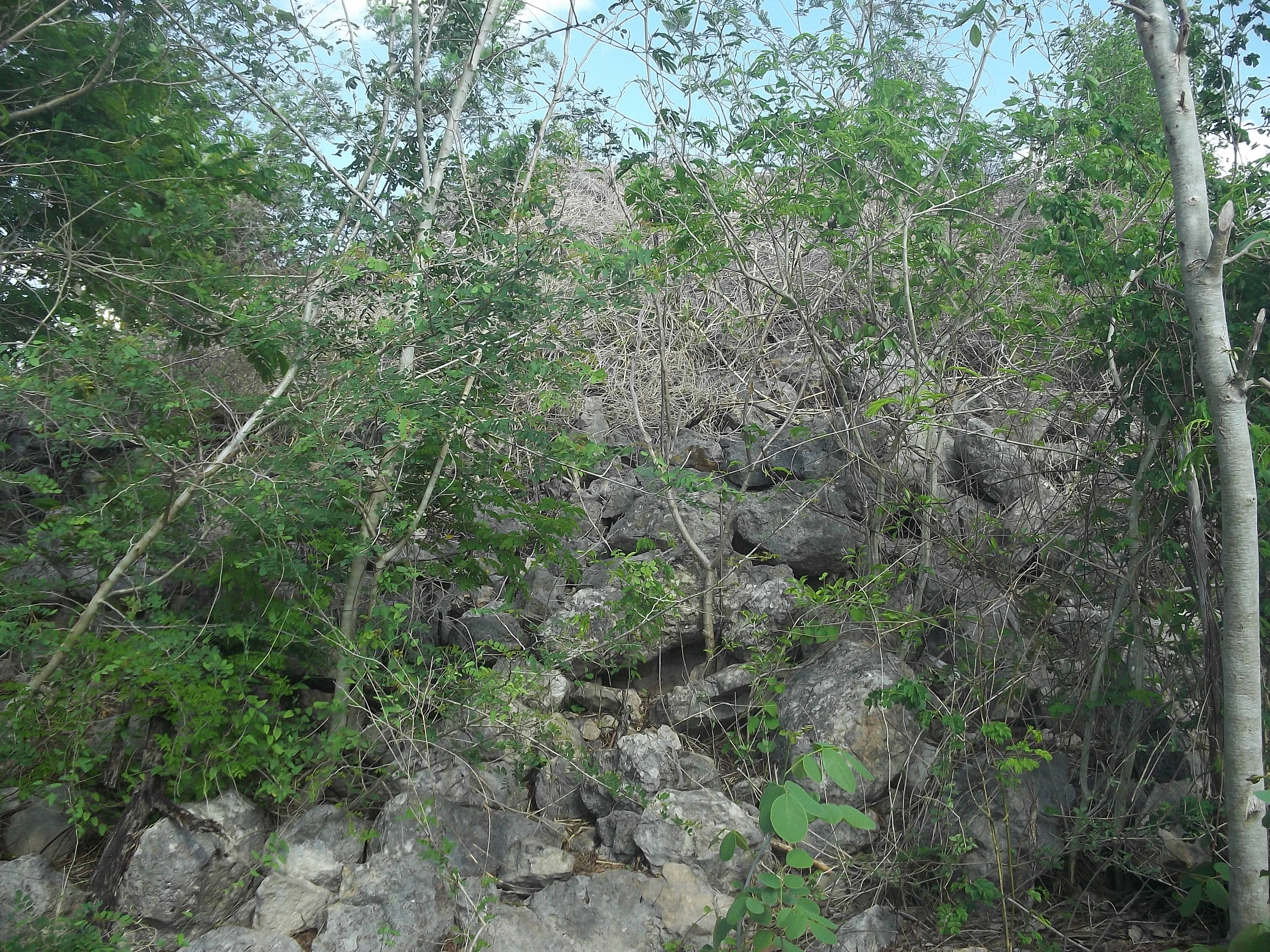
Sitio arqueológico cercano a Chichí Suárez.
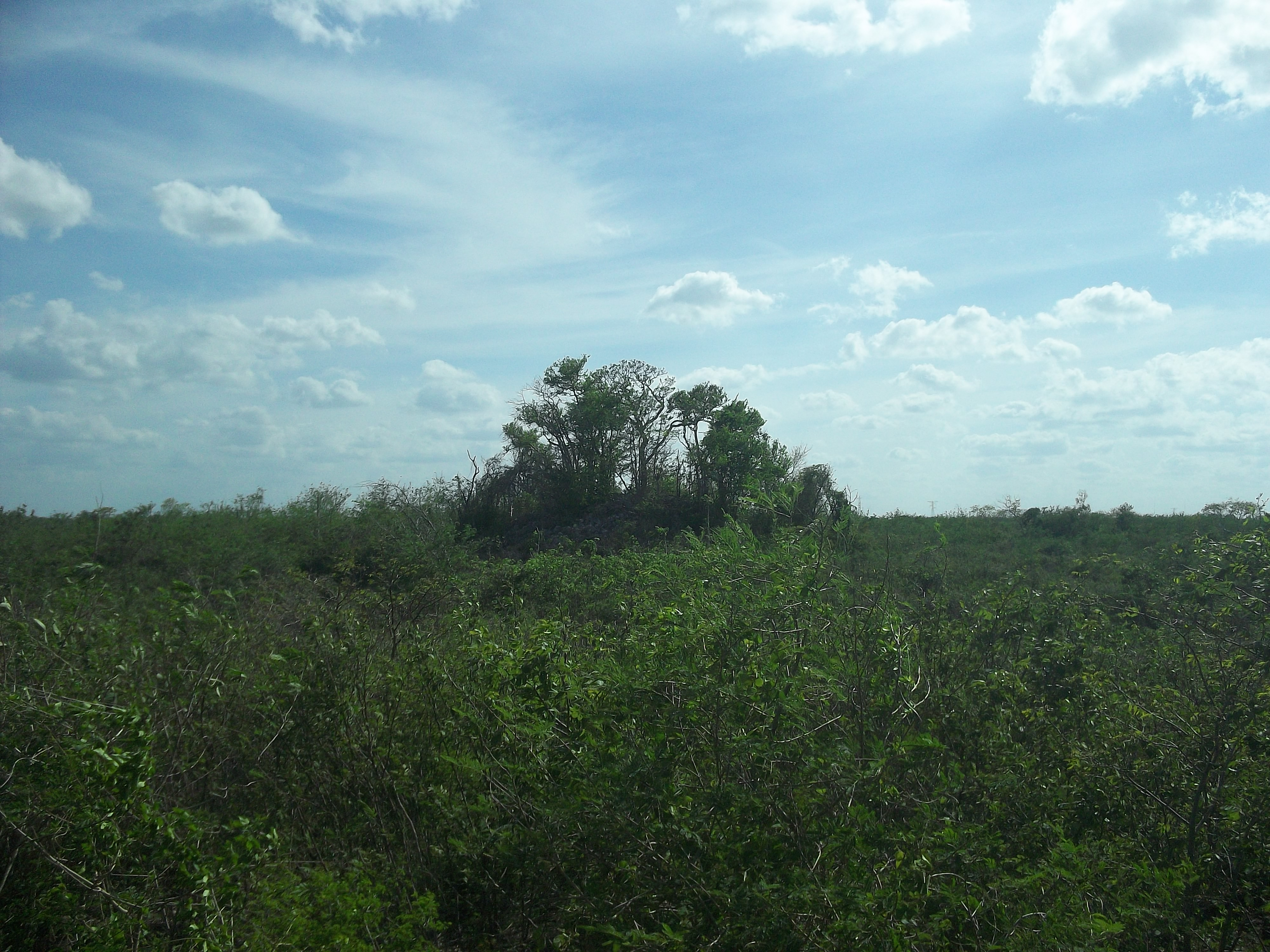
Sitio arqueológico cercano a Chichí Suárez.
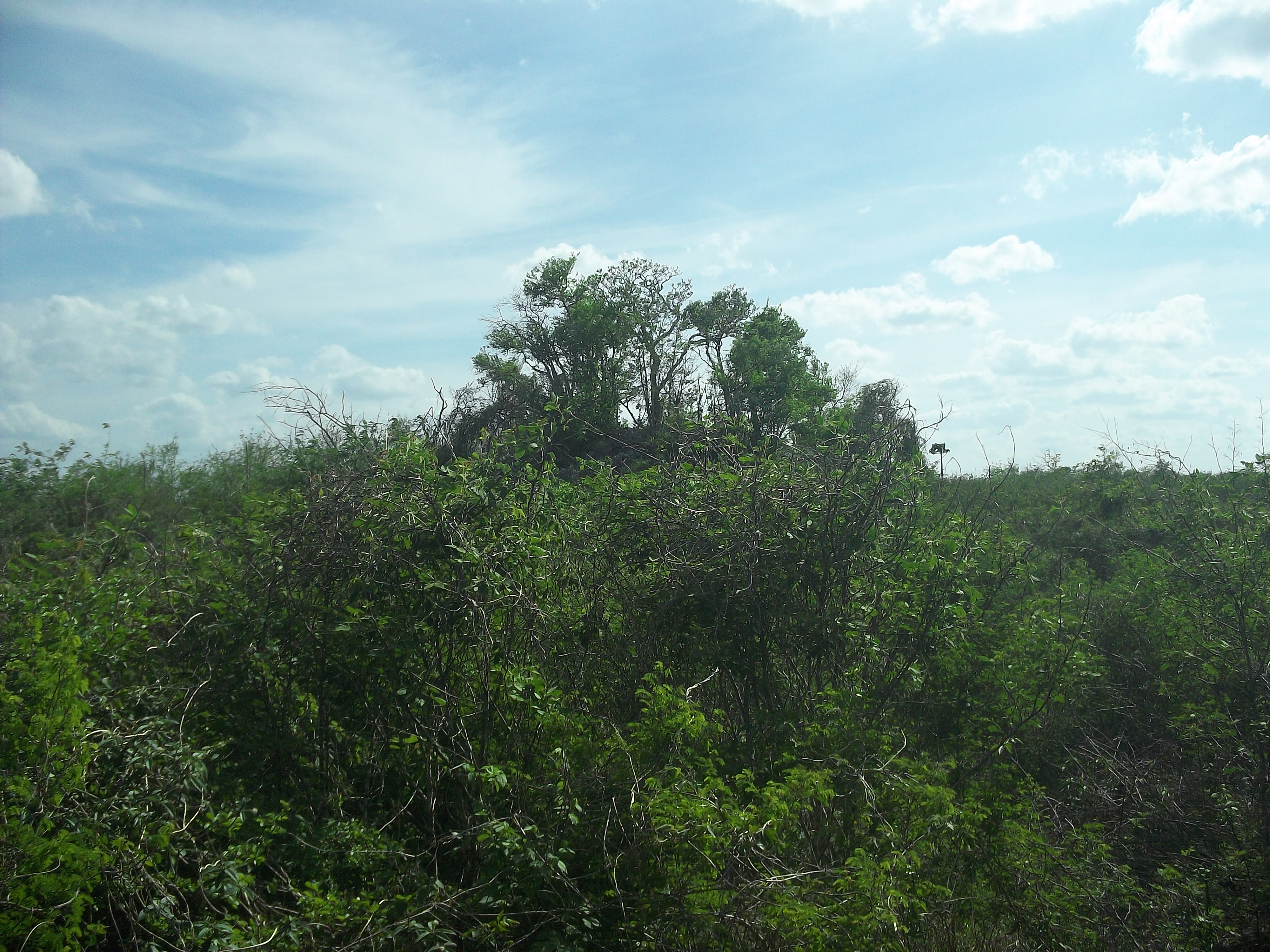
Sitio arqueológico cercano a Chichí Suárez.
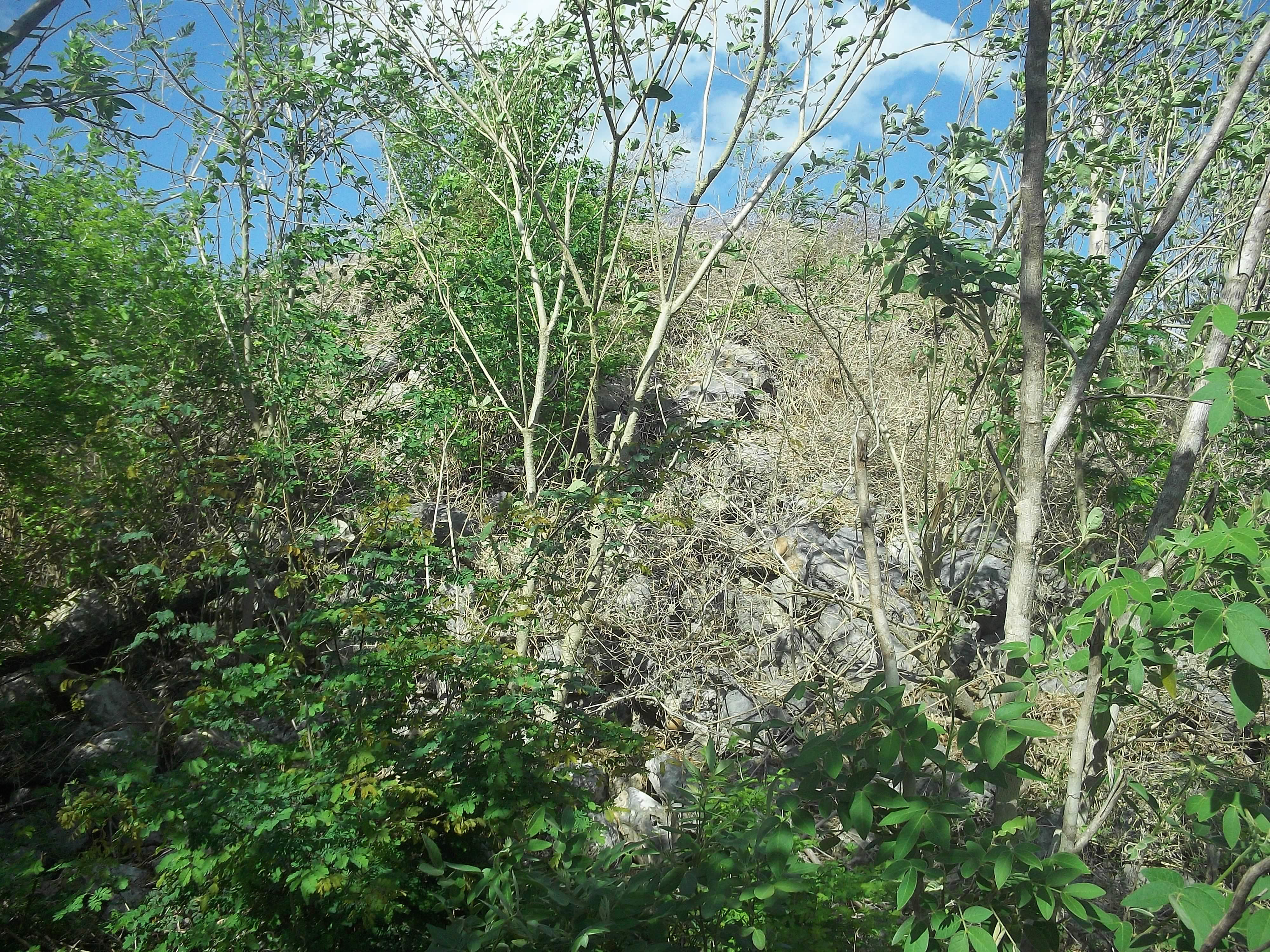
Sitio arqueológico cercano a Chichí Suárez.
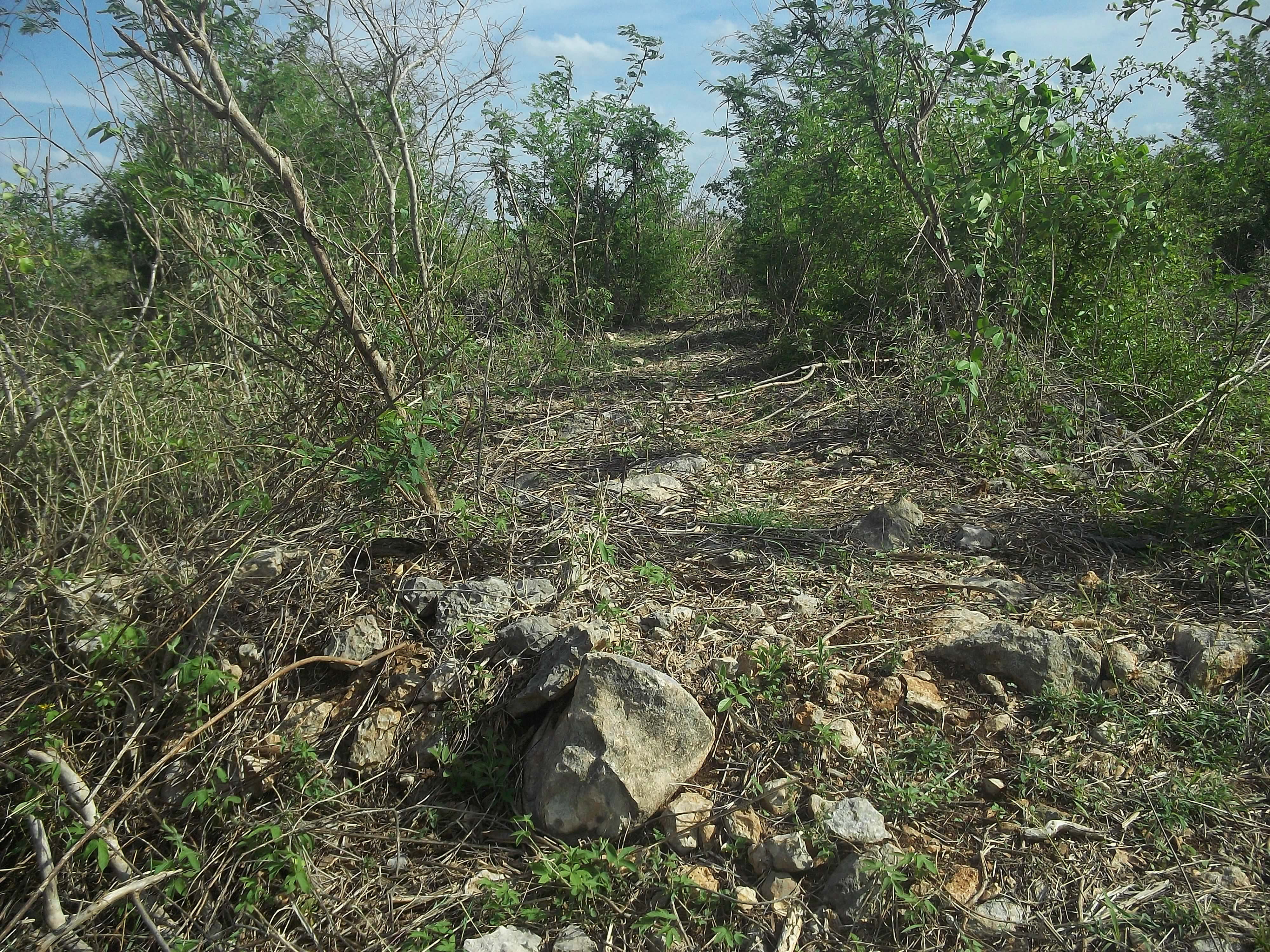
Sitio arqueológico cercano a Chichí Suárez.